# Rudolf Ruer

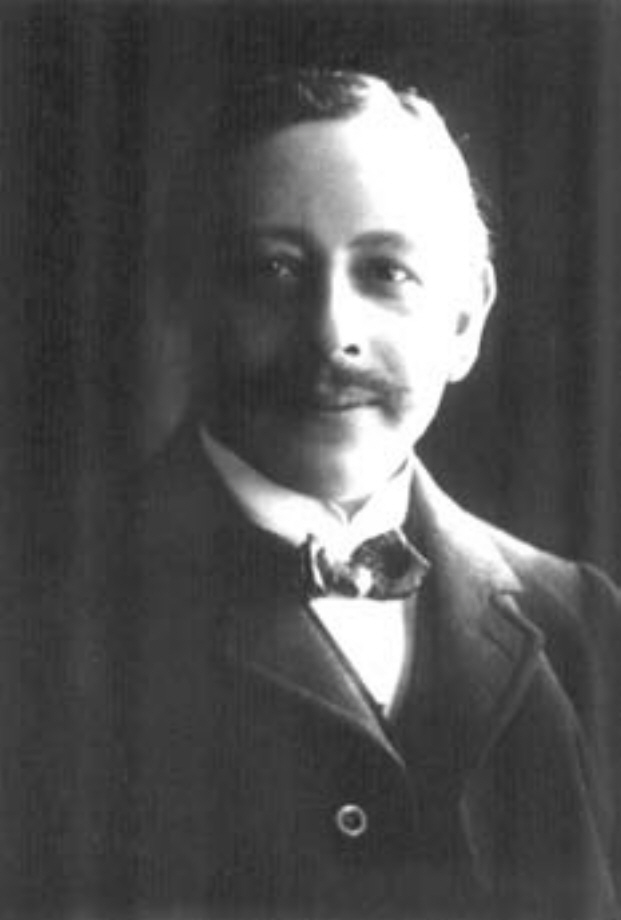
Rudolf Ruer in Göttingen

Rudolf Ruer (* 30. September 1865 in Ramsbeck/Westfalen; † 1. August 1938 in Aachen) war ein deutscher Chemiker.

## Leben und Wirken
Der Sohn des Arztes Hermann Ruer studierte ab 1883 zunächst an der Westfälischen Wilhelms-Universität in Münster Chemie und wechselte anschließend nach einem kurzen Zwischensemester an der Julius-Maximilians-Universität Würzburg zum Wiesbadener Fresenius-Institut. Schließlich zog es ihn 1885 zur Universität Straßburg, wo er 1889 bei Rudolph Fittig zum Dr. phil. promoviert wurde.
Nach einer kurzen Wehrpflichtzeit wechselte Ruer 1891 zur Technischen Hochschule Berlin, um hier auf dem Gebiet der Raffination von Salpeter und Kampfer zu forschen und im Jahr 1902 seine Vorprüfung zum Lebensmittelchemiker abzulegen. Anschließend ging er zur Georg-August-Universität Göttingen, wo er von Gustav Tammann als Assistent für den Bereich anorganische und physikalische Chemie übernommen wurde. Hier legte er auch 1905 seine Habilitation ab und wurde als Privatdozent übernommen. Im Jahr 1909 folgte Ruer einen Ruf an die RWTH Aachen, wo er zunächst Assistent bei Fritz Wüst und wenig später zum Ordinarius für Theoretische Hüttenkunde und Physikalische Chemie an der Fakultät für Hüttenkunde und Stoffwirtschaft berufen wurde.
Ruers Hauptinteresse lag unter anderem bei der Metallographie von Eisen, Kupfer und Zink, über die er auch ein grundlegendes und anerkanntes Lehrbuch schrieb. In den Jahren 1924 bis 1926 löste er eine heftige Forschungskontroverse aus, indem er die elektrochemisch bestimmte Atommasse von Kupfer von 63,57 durch seine Messungen auf 63,546 korrigierte, die bis heute Gültigkeit hat.
Allerdings begannen im Frühjahr 1933 nun auch an der RWTH Aachen die Denunziationsmaßnahmen der Studentenschaft. Hierbei ließen der ASTA (Allgemeiner Studentenausschuss) und die Studentenführer dem hierfür extra eingesetzten Denunziationsausschuss bestehend aus Hermann Bonin, Hubert Hoff, Felix Rötscher, Adolf Wallichs, und Robert Hans Wentzel darüber Mitteilungen zukommen, welche der Dozenten und Professoren nicht arischer Abstammung waren und vermeintlich oder tatsächlich eine unerwünschte politische Einstellung hatten. Ruer sollte nun gemäß dem Gesetz zur Wiederherstellung des Berufsbeamtentums aufgrund seiner jüdischen Herkunft zusammen mit den Professoren Otto Blumenthal, Walter Maximilian Fuchs, Arthur Guttmann, Ludwig Hopf, Theodore von Kármán, Paul Ernst Levy, Karl Walter Mautner Alfred Meusel, Leopold Karl Pick, Hermann Salmang und Ludwig Strauss die Lehrerlaubnis entzogen werden. Trotz einer prinzipiell möglichen Ausnahmeregelung für diejenigen Hochschulangehörige, die vor 1914 verbeamtet waren, wurde Ruer zunächst zwangsweise beurlaubt, aber durch seine mittlerweile altersbedingte Emeritierung im September 1933 von allen weiteren amtlichen Pflichten entbunden und damit von einer politisch begründeten offiziellen Entlassung verschont. Ruer verstarb am 1. August 1938 in Aachen und seine Frau verließ nach seiner Beisetzung Deutschland.
Sein jüngerer Bruder Otto Ruer war von 1925 bis 1933 Oberbürgermeister der Stadt Bochum.

## Werke (Auswahl)
- Verhalten der Zimtsäure und Aethylcrotonsäure bei der Oxydation mit übermangansaurem Kali, 1889.
- Metallographie in elementarer Darstellung Hamburg [u. a.] : Voss, 1907.